# Josef Müller (Politiker, 1919)
Josef Müller (* 18. Juli 1919 in Eschweiler; † 7. November 1997 in Stolberg (Rheinland)) war ein deutscher Pädagoge und Politiker (CDU).

## Leben und Beruf
Nach dem Abitur 1938 absolvierte Müller zunächst ein Praktikum in einem Hüttenbetrieb. Er nahm von 1939 bis 1945 als Soldat am Zweiten Weltkrieg teil, wurde zum Leutnant der Reserve ernannt und geriet zuletzt in Gefangenschaft.
Nach seiner Entlassung aus der Kriegsgefangenschaft nahm Müller 1946 ein Studium an der Pädagogischen Akademie Aachen auf, das er 1947 mit der Prüfung zum Volksschullehrer beendete. Er arbeitete zunächst als Lehrer an einer Volksschule, bestand 1954 das Examen für den mittleren Schuldienst und war seit 1955 als Realschullehrer in Aachen tätig. Daneben engagierte er sich in der katholischen Jugendbewegung und war von 1949 bis 1968 Vorsitzender des Stadtjugendrings in Eschweiler. Weiterhin beteiligte er sich an der Organisation internationaler Jugendbegegnungen in England und Frankreich.

## Partei
Müller trat 1947 der CDU bei und wurde 1954 zum Vorsitzenden des CDU-Kreisverbands Aachen-Land gewählt.

## Abgeordneter
Müller war von 1952 bis 1961 Ratsmitglied der Stadt Aachen und seit 1956 Kreistagsabgeordneter. Dem Deutschen Bundestag gehörte er von 1961 bis 1972 an. Im Parlament vertrat er den Wahlkreis Aachen-Land. Von 1965 bis 1973 war er außerdem Mitglied des Europäischen Parlaments.